# Liga de Fútbol Amateur de Rusia
El campeonato ruso entre clubes de fútbol amateur (división III) (en ruso: Первенство России среди любительских футбольных клубов (III дивизион)) es la cuarta competición a nivel de clubes del fútbol ruso. La competición está dividida en diez ligas regionales y los diez campeones ascienden al final de la temporada a la Segunda División de Rusia, que es la tercera liga en el sistema de competición del fútbol ruso.

## Lejano Oriente
Campeones:
- 1987 - FC Montazhnik Yakutsk
- 1991 - FC Lokomotiv Ussuriysk
- 1992 - FC Portovik Vladivostok
- 1994 - FC Voskhod Vladivostok
- 1995 - FC Rybak Starodubskoye
- 1996 - FC Portovik Vladivostok
- 1997 - FC Gornyak Raychikhinsk
- 1998 - FC Viktoriya Komsomolsk-on-Amur
- 1999 - FC Viktoriya Komsomolsk-on-Amur
- 2000 - FC Viktoriya Komsomolsk-on-Amur
- 2001 - FC Portovik Kholmsk
- 2002 - FC Neftyanik Nogliki
- 2003 - FC Portovik Kholmsk
- 2004 - FC Portovik Kholmsk
- 2005 - FC Portovik Kholmsk
- 2006 - FC Sakhalin Yuzhno-Sakhalinsk
- 2007 - FC Portovik-Energiya Kholmsk
- 2008 - FC LuTEK Luchegorsk
- 2009 - FC LuTEK-Energiya Luchegorsk
- 2010 - FC LuTEK-Energiya Luchegorsk
- 2012 -   FC LuTEK-Energiya Luchegorsk
- 2012 -   FC LuTEK-Energiya Luchegorsk (transición)
- 2013 -   FC LuTEK-Energiya Luchegorsk
- 2014 -  FC Belogorsk
- 2015 - FC Dalstroyindustriya Komsomols
- 2016 -  FC Belogorsk
- 2017 -  FK Nogliki
- 2018 -  FK Nogliki
- 2019 -  FK Nogliki

## Siberia
Campeones:
- 1992 - FC Motor Prokopyevsk
- 1993 - FC Dorozhnik Uyar
- 1994 - FC Viktoriya Nazarovo
- 1995 - FC Yantar Seversk
- 1996 - FC Atom Zheleznogorsk
- 1997 - FC Sibiryak Bratsk
- 1998 - FC Reformatsiya Abakan
- 1999 - FC Olimpik Novosibirsk
- 2000 - FC Chkalovets-1936 Novosibirsk
- 2001 - FC Torpedo-Alttrak Rubtsovsk
- 2002 - FC Energis Irkutsk
- 2003 - FC Shakhta Raspadskaya Mezhdurechensk
- 2004 - FC Chkalovets Novosibirsk
- 2005 - FC Raspadskaya Mezhdurechensk
- 2006 - FC Raspadskaya Mezhdurechensk
- 2007 - FC Raspadskaya Mezhdurechensk
- 2008 - FC Dynamo Biysk
- 2009 - FC Dynamo Biysk
- 2010 - FC Raspadskaya Mezhdurechensk
- 2012 -   FC Dynamo Biysk
- 2013 - FC Shakhta Raspadskaya Mezhdurechensk
- 2013 -  FC Metallurg Novokuztnesk (transición)
- 2014 -  FC Restavratsiya Krasnoyarsk
- 2015 - FC Restavratsiya Krasnoyarsk
- 2016 - FC Rassvet-Restavratsiya Krasnoyarsk
- 2017 – FC Novokuznetsk
- 2018 – FC Novokuznetsk
- 2019 – FC Novokuznetsk

## Urales y Siberia Occidental
Campeones:
- 1998 - FC RTI Yekaterinburg
- 1999 - FC Titan Berezniki
- 2000 - FC Titan Berezniki
- 2001 - FC Lukoil Chelyabinsk
- 2002 - FC Tobol Kurgan
- 2003 - FC Metallurg Zlatoust
- 2004 - FC Tyumen
- 2005 - FC Tyumen
- 2006 - FC Magnitogorsk
- 2007 - FC Gornyak Uchaly
- 2008 - FC Torpedo Miass
- 2009 - FC Torpedo Miass
- 2010 - FC Torpedo Miass
- 2012 -  FC Tobol Tobolsk
- 2013 -  FC Metallurg Asha (transición)
- 2013 -  FC Metallurg Asha
- 2014 -  FC Metallurg Asha
- 2015 - FC Metallurg Asha
- 2016 - FC Ural-2 Yekaterinburg
- 2017 – FC Metallurg Asha
- 2018 – FC Metallurg Asha
- 2019 – FC Metallurg Asha

## Noroeste
Campeones:
- 1998 - FC Oazis Yartsevo
- 1999 - FC Pskov
- 2000 - FC Svetogorets Svetogorsk
- 2001 - FC Kondopoga
- 2002 - FC Pikalyovo
- 2003 - FC Baltika-Tarko Kaliningrad
- 2004 - FC Lokomotiv St. Petersburg
- 2005 - FC Baltika-2 Kaliningrad
- 2006 - FC Apatit Kirovsk
- 2007 - FC Sever Murmansk
- 2008 - FC Torpedo St. Petersburg
- 2009 - FC Apatit Kirovsk
- 2010 - FC Khimik Koryazhma
- 2012 - FC Rus San Petersburgo
- 2013 - FC Zvezda Saint Petersburg
- 2013 - FC Zvezda Saint Petersburg (transición)
- 2014 - FC Karelia Petrozavodsk
- 2015 - FC Zvezda Saint Petersburg
- 2016 - FC Zvezda Saint Petersburg
- 2017 - FC Zvezda Saint Petersburg
- 2018 - FC Khimik Koryazhma
- 2019 – FC Market Sveta Saint Petersburg

## Centro (Moscú)
Campeones:
- 1998 - FC Spartak-Chukotka Moscú
- 1999 - FC Moskabelmet Moscú
- 2000 - FC Torpedo-ZIL Moscú (filial)
- 2001 - FC Mostransgaz Selyatino
- 2002 - FC Nosorogi Moscú
- 2003 - FC Almaz Moscú
- 2004 - FC Presnya Moscú
- 2005 - FC Torpedo-RG Moscú
- 2006 - FC Zelenograd Moscú
- 2007 - FC Spartak-Avto Moscú
- 2008 - FC Spartak-Avto Moscú
- 2009 - FC Torpedo Moscú
- 2010 - FC KAIT-Sport Moscú
- 2012 - FC Prialit Reutov
- 2012 - FC Zelenograd (transición)
- 2013 - FC Zelenograd
- 2014 - FC Zelenograd
- 2015 - FC Zelenograd
- 2016 - FC Troitsk
- 2017 - Rosich M
- 2018 - Rosich M
- 2019 - Rosich M
- 2020 - Rosich M

## Centro (Óblast de Moscú)
Campeones:
- 1997 - FC Gigant Voskresensk
- 1998 - FC Vityaz Podolsk
- 1999 - FC Krasnoznamensk-Selyatino
- 2000 -

- Grupo A - FC Vityaz Podolsk
- Grupo B - CYSS Khimki

- 2001 - FC Reutov
- 2002 - FC Lobnya-Alla Lobnya
- 2003 - FC Lobnya-Alla Lobnya
- 2004 - FC Lokomotiv-Mosotryad N.º 99 Protvino
- 2005 -

- Grupo A - FC Fortuna Mytishchi
- Grupo B - FC Dmitrov

- 2006 -

- Grupo A - FC Znamya Truda Orekhovo-Zuyevo
- Grupo B - FC Titan Klin

- 2007 -

- Grupo A - FC Istra
- Grupo B - FC Senezh Solnechnogorsk

- 2008 - FC Avangard Podolsk
- 2009 -

- Grupo A - FC Zorkiy Krasnogorsk
- Grupo B - FC Mytishchi

- 2010 -

- Grupo A - FC Podolye Voronovo
- Grupo B - FC Oka Beloomut

- 2012 -

- Grupo A -  FC Dolgoprudniy

Grupo B - FC Znamya Noginsk
- 2012 (transición)

Grupo A - FC Kolomna
Grupo B -  FC Povarovo
- 2013 - FC Olimpik Mytishchi
- 2014 - FC Titan Klin
- 2015 - FK Lyubertsy
- 2016 – FC Olimpik Mytishchi
- 2017 - FK Kvant Obninsk
- 2018 - FC Lyubertsy-Korenyovo Lyubertsy
- 2019 - FC Olimp-2 Khimki
- 2020 – FC Legion Ivanteevka

## Anillo de Oro
Campeones:
- 1998 - FC Kovrovets Kovrov
- 1998 - FC Mashinostroitel Kirov
- 1999 - FC Severstal Cherepovets
- 2000 - FC Torpedo Vladimir
- 2001 - FC BSK Spirovo
- 2002 - FC Ratmir Tver
- 2003 - FC Volga Tver
- 2004 - FC MZhK Ryazan
- 2005 - FC Ryazanskaya GRES Novomichurinsk
- 2006 - FC Kooperator Vichuga
- 2007 - FC Kooperator Vichuga
- 2008 - FC Dynamo Kostroma
- 2009 - FC Kooperator Vichuga
- 2010 - FC Kooperator Vichuga
- 2012 -  FC Kooperator Vichuga
- 2012 - FC Dynamo Kostroma (transición)
- 2013 - FC Dynamo Kostroma
- 2014 -  FC Shinnik-M Yaroslavl
- 2015 - FC Dynamo Kostroma
- 2016 – FC Murom
- 2017 - FC Cherepovets
- 2018 - FC Fakel Kirov
- 2019 - FC Cherepovets

## Chernozemye (Región de tierras negras)
Campeones:
- 1998 - FC Oskol Stary Oskol
- 1999 - FC Yelets
- 2000 - FC Salyut-Energia Belgorod
- 2001 - FC Magnit Zheleznogorsk
- 2002 - FC Tekstilshchik Kamyshin
- 2003 - FC Rotor-2 Volgograd
- 2004 - FC Lokomotiv Liski
- 2005 - FC Dynamo Voronezh
- 2006 - FC Torpedo Volzhsky
- 2007 - FC Zodiak Stary Oskol
- 2008 - FC Fakel-StroyArt Voronezh
- 2009 - FC MiK Kaluga
- 2010 - FC Yelets
- 2012 - FC Khimik Rossosh
- 2013 - FC Dynamo Bryansk
- 2013 - FC Vybor Kurbatov (transición)
- 2014 - FC Energomash Belgorod
- 2015 - FC Rotor Volgogrado
- 2016 – FC Atom Novovoronezh
- 2017 - FC Metallurg-Oskol Stary Oskol
- 2018 - FC Metallurg-OEMK Stary Oskol
- 2019 – FC Krasny

## Privolzhye (Región del Volga)
Campeones:
- 1998 - FC Metallurg Vyksa
- 1999 - FC Yoshkar-Ola
- 2000 - FC Alnas Almetyevsk
- 2001 - FC Zenit Penza
- 2002 - FC Lokomotiv Nizhny Novgorod
- 2003 - FC Rubin-2 Kazan
- 2004 - FC Naberezhnye Chelny
- 2005 - FC Yunit Samara
- 2006 - FC Sokol Saratov
- 2007 - FC Khimik Dzerzhinsk
- 2008 - FC RossKat Neftegorsk
- 2009 - FC Zenit Penza
- 2010 - FC Syzran-2003 Syzran
- 2012 - FC Spartak Yoshkar-Ola
- 2012 - FC Shakhtyor Volga-Olimpinets (transición)
- 2013 - FC Shakhtyor Volga-Olimpinets
- 2014 - FC Sergiyevsk
- 2015 - FC Sergiyevsk
- 2016 – FC Dzherzhinsk-TS
- 2017 - FC Torpedo Dimitrovgrad
- 2018 - FC Khimik-Avgust Vurnary
- 2019 – FC Khimik-Avgust Vurnary

## Sur
Campeones:
- 1996 - FC Avangard Kamyshin
- 1997 - FC Sudostroitel Astrakhan
- 1998 - FC SKA Rostov-on-Don
- 1999 - FC Signal Izobilny
- 2000 - FC Lokomotiv-Taym Mineralnye Vody
- 2001 - FC Nart Cherkessk
- 2002 - FC Mashuk Pyatigorsk
- 2003 - FC Aruan Nartkala
- 2004 - FC Avangard Lazarevskoye
- 2005 - FC Chernomorets Novorossiysk
- 2006 - FC Bataysk-2007
- 2007 - FC Nika Krasny Sulin
- 2008 - FC Abinsk
- 2009 - FC Malka
- 2010 - FC Biolog Novokubansk
- 2012 - FC Volgar Astrakhan
- 2013 - FC Dynamo Rostov-on-Don
- 2013 - FC Dynamo Sbornaya Stavropol (transición)
- 2014 - FK SKA Rostov del Don
- 2015 - FC Volgar Astrakhan
- 2016 – FC Sbornaya RO Rostselmash
- 2017 - FC Akhmat Khosi-Yurt Tsentaroy
- 2018 - FC Magas-Ingu Nazran
- 2019 – FC Aksay